# John Stanley Lockhart
John Stanley Lockhart AO QC (* 2. Oktober 1935 in Australien; † 13. Januar 2006 in Sydney) war ein australischer Jurist, Anwalt und Richter des Federal Court of Australia und des WTO Appellate Body.

## Leben
Lockhart wurde am 2. Oktober 1935 in Australien geboren. Er ging auf die Sydney Grammar School. Später in seinem Leben war er für Jahre ein Trustee der Schule. Dann studierte er Kunst und Rechtswissenschaften an der Universität Sydney und verließ die Universität mit dem Abschluss im Jahre 1958.
Lockhart begann sein Wirken in der Rechtspraxis als ein Schüler von Ted Culey und Sir Norman Cowper. Im Alter von 24 Jahren wurde er im Jahr 1960 in die Bar, das angloamerikanische Pendant zu einer Rechtsanwaltskammer, aufgenommen. Er wurde dann Schüler von John Hughes. Hughes schrieb später, dass Lockhart eine instinktive und sichere Herangehensweise bei der Arbeit als Anwalt gehabt und seine Auffassungsgabe ihm ermöglicht habe, genau das Passende zu tun, um die Anforderungen des Berufes zu erfüllen. Lockhart arbeitete nach Ende dieser als Pupillage bezeichneten Zeit als Barrister.
Im Jahr 1973 wurde er im Alter von 37 Jahren zum Kronanwalt ernannt. Von da an bis zu seiner Berufung an den Federal Court im Jahr 1978 führte er eine erfolgreiche Anwaltskarriere.
1978 begann er seine Amtszeit als Richter des Federal Court of Australia. Am Gericht blieb Lockhart für 20 Jahre. Sein ehemaliger Ausbilder Hughes beschreibt seinen richterlichen Charakter als geduldig, in seinen Entscheidungen wäge Lockhart die unterschiedlichen Interessen immer ab. Er habe immer Toleranz und Verständnis gezeigt für die Interessen der Parteien und den Druck, der auf den Parteien, aber auch auf den Anwälten vor ihm gelegen habe. Hughes beschreibt weiter, dass Lockhart selbst dann, wenn er einen Zeugen nicht gemocht habe oder ihm nicht geglaubt habe, sich zurückgehalten habe, den Zeugen dies spüren zu lassen oder es ihm zu sagen. Das habe er nur gemacht, wenn er keine andere Möglichkeit gesehen habe. Seine Urteile sollen nach Hughes einen bleibenden Abdruck in der Rechtsprechung hinterlassen haben, sie beschäftigten sich insbesondere mit dem Handels-, Urheber- und Verwaltungsrecht. In einem seiner frühen Urteile, Trade Practices Commission v Sterling, stellte er Grundsätze für das australische anwaltliche Berufsgeheimnis auf. Andere wichtige Urteile Lockharts waren Radio 2UE v 2SM, Henjo Investments, ASX v Pont Data, ICI Australia v TPC und Anaesthetic Supplies v Rescare. Als einer der erfahrensten Richter des Gerichtes präsidierte er in vielen wichtigen Entscheidungen, auch über das Gericht als Full Court. Daher gelten viele der Urteile, die Lockhart gesprochen hat, als wegweisend und prägend für das australische Bundesrecht.
Von 1982 bis 1999 war er Vorsitzender des Australian Competition Tribunal. Während dieser Zeit war er verantwortlich für die Einführung der von Bruce Gyngell entworfenen Hot-Tub-Methode in der Bewertung von Zeugnissen von Wirtschaftswissenschaftlern. Nach Lockharts Eintritt in den Ruhestand wurde sein Nachfolger als Vorsitzender ab November 1999 John von Doussa.
Neben seiner Tätigkeit am Australian Competition Tribunal war Lockhart zu dieser Zeit Mitglied des Copyright Tribunal und des Trade Practices Tribunal, wobei er dem Trade Practices Tribunal auch präsidierte. Er war ebenso Vorsitzender des Practice and Procedure Committee des Federal Court. Von 1996 bis 1998 war er Präsident des Australian Judicial Officers Association.
Im Jahr 1994 wurde er aufgrund seiner überragenden Beiträge für das australische Recht zum Offizier des Order of Australia ernannt.
Im Jahr 1998 bat er bei einer persönlichen Unterredung mit dem australischen Premierminister John Howard um die Gewährung einer Auszeit für andere Projekte, vergleichbar mit einem Sabbatjahr. Dies wollte er insbesondere für eine Tätigkeit als Berater bei der Weltbank nutzen. Lockhart war dort dann im Jahr 1999 Spezialist für die Reform der Justiz der Weltbank.
Später im Jahr 1999 wurde Lockhart Executive Director der Asian Development Bank und arbeitete dort mit Entwicklungsländern an der Überwindung von Armut. Lockhart äußerte in einem Artikel aus dem Jahr 2000, dass er die Arbeit als Richter zwar vermisse, diese neue Arbeit jedoch für ihn eine interessante neue Aufgabe sei. Nach diesen Tätigkeiten im internationalen Bereich während seiner Auszeit von der Richterbank trat er 1999 als australischer Richter mit 64 Jahren in den Ruhestand. Bei seiner Ruhestandsfeier am 4. Juni 1999 merkte Walker S. C. an, dass Lockhart eine Kombination von Autorität und Freundlichkeit an den Tag gelegt habe und durch diese Kombination und seine Offenheit für andere Meinungen bewundert worden sei.

### Nach dem Ruhestand als australischer Richter
Zwei Jahre nach dem Beginn seines Ruhestandes nominierte ihn die australische Regierung als ein Mitglied des Appellate Body. Nachdem Lockhart von den Mitgliedern der Welthandelsorganisation gewählt worden war, wurde er im Dezember 2001 zum Mitglied des Appellate Body ernannt. Im Jahr 2004 war er von den sieben Mitgliedern des Gerichtes der Einzige, der eine Karriere als Richter gemacht hatte. Im Jahr 2005 wurde er für eine zweite Amtszeit gewählt, die im Dezember 2009 zu Ende gewesen wäre; seine Amtszeit endete jedoch mit seinem Tod 2006. Während seiner Zeit als Mitglied des Gremiums war er Teil von 30 Verfahren vor dem AB und vier Schiedsverhandlungen. Sein Kollege und Freund Luiz Olavo Baptista sprach von ihm als einem „Inbegriff eines Common-Law-Richters“, der immer vom Speziellen zum Generellen vorgehe, wenn er argumentiert.
Im Jahr 2004 wurde er stellvertretender Vorsitzender des International Legal Services Advisory Council. Für die australische Regierung arbeitete er als Vorsitzender einer Expertengruppe, deren Aufgabe es war, eine unabhängige Überprüfung des Prohibition of Human Cloning Act 2002 und des Research Involving Human Embryos Act 2002 zu gewährleisten. Der Bericht über beide Gesetze wurden kurz vor seinem Tod an die Regierung übergeben. Insgesamt gab das Komitee über 56 Empfehlungen.
Die zuständige Ministerin for Ageing Julie Bishop, die die sechsköpfige Gruppe nominiert hatte, würdigte Lockharts Arbeit später als „unschätzbar“. Seine gründliche Arbeit in ethischen und wissenschaftlichen Standards habe höchsten Ansprüchen genügt. Lockharts Arbeit hatte sich für die Beibehaltung des Verbots von menschlicher Klonung ausgesprochen. Jedoch hatte er auch für eine teilweise Liberalisierung argumentiert, sodass es möglich sein sollte, Embryonen für die Forschung zu erschaffen. Auch aus der Wissenschaft wurde Lockharts Arbeit gewürdigt.
Der Bericht wurde als Lockhart Review bekannt. Premierminister John Howard entschied sich allerdings, die Empfehlungen nicht anzunehmen. Nach Aussetzung der Entscheidung über etwaige Gesetzesvorschläge als Gewissensentscheidung verwirklichte das Parlament jedoch einige Empfehlungen trotzdem.
Ende 2005 erkrankte Lockhart, weshalb er im Dezember 2005 nicht an einem Appeal nach Regel 12 der Appellate Body Working Procedures teilnehmen konnte, und starb im Januar 2006 im Alter von 70 Jahren in Sydney. Er hinterließ seine zweite Frau und Kinder und Enkel. Sein Nachfolger als Richter am Appellate Body wurde David Unterhalter. Am 10. Februar 2006 fand ein Gedenkgottesdienst in der St. James Church in der King Street statt. Würdigungen sprachen John Howard und der Commonwealth Attorney General Philip Ruddock.

### Würdigung seines Lebens
Lockharts Arbeit wurde in einer Pressemitteilung, die auf seinen Tod folgte, vom damaligen Vorsitzenden des Appellate Body A.V. Ganesan gewürdigt, der ihn einen geschätzten Kollegen nannte. Auch Generaldirektor Lamy würdigte Lockharts Wirken in der Welthandelsorganisation.
Der australische Premierminister John Howard würdigte ihn als einen der am meisten respektierten und talentiertesten Juristen seiner Generation. Er hob seine Ehrlichkeit, seine Güte und seine Liebe für das Wohl seines Landes und der Bevölkerung hervor.
Ruddock hob ebenfalls Lockharts juristische Arbeit hervor. Aufgrund der herausragenden Fähigkeiten des Richters sei er auch nach seiner aktiven Karriere in Australien von vielen Organisationen für seine Dienste angefragt worden. Nach Ansicht Ruddocks habe Lockhart zur Vereinfachung des Rechtes auf internationaler Ebene beigetragen.
Der Vorsitzende seiner ehemaligen Schule, der Sydney Grammar School, John Vallance beschrieb ihn als einen „eleganten, zivilisierten und ehrlichen Mann“, der das besessen habe, was Aristoteles „praktischen Verstand“ genannt habe.
David Spencer, Deputy Secretary des australischen Außen- und Handelsministeriums und Vorsitzender des WTO Dispute Settlement Body, würdigte seine Arbeit für die Welthandelsorganisation. Lockhart habe einen „bleibenden Beitrag“ zu der Arbeit der Institution Appellate Body geleistet und sei jemand gewesen, dem von seinen Kollegen Respekt und Bewunderung entgegengebracht worden sei. Nicht ohne Grund sei er, sofern das im Dispute Settlement Body der WTO möglich gewesen sei, häufiger als jeder seiner Kollegen für die Schlichtung eines Konflikts (sogenannter Disputes) berufen worden.
Auch sein Pupil Master, John Hughes, sprach neben dem Sohn Lockharts bei dem Gottesdienst. Hughes regte dabei unter anderem an, dass aufgrund von Lockharts Bericht über Stammzellforschung, der Arbeit in der WTO und der Asian Development Bank, er posthum in den Rang eines Companion des Order of Australia erhoben werden solle.

## Privates
Lockhart heiratete 1960 Margaret Windeyer, Tochter von Victor Windeyer. Mit ihr war er bis zu ihrem Tod 1995 verheiratet. Später heiratete er erneut. Mit seiner zweiten Frau war er 8 Jahre verheiratet, als er starb. Er hatte drei Kinder und Enkel.
Während seines Lebens diente er in den Citizen Military Forces, der australischen Reserveeinheit; 1959 wurde er Captain.
Lockhart liebte Kunst, so sammelte er Kunstwerke, insbesondere Gemälde. Daneben unterstützte er australische Künstler. Der australische Minister der Künste, Bob Ellicott, ernannte ihn zum Mitglied des Art Exhibitions Australia Board. Weitere Hobbys waren Tennis und Musik.
Nach einem Bericht von John Hughes habe John Lockhart über sich selbst als „agnostischen Anglikaner“ gesprochen. Lockhart habe laut Hughes erklärt, dass er Glaubenszweifel gehabt hätte, womit er ein „Mitglied des Vereins mit zahlreichen Mitgliedern“ sei. Ein weiteres Mitglied sei für Lockhart Augustinus gewesen, der auch nach seiner Konversion zu Gott gebetet habe, ihm in seinem Zweifel (unbelief) zu helfen. Sein Lieblingsmusikstück sei die Matthäuspassion gewesen.

## Auszeichnung
- 1977: Queen Elizabeth II Silver Jubilee Medal[19]
- 1994: Officer of the Order of Australia[2]